# Парафія святого Йосифа Обручника
Церква святого Йосифа Обручника — чинна церква УГКЦ у Чикаго. Належить до єпархії св. Миколая. Парафія св. Йосифа була канонічно встановлена покійним Митрополитом УГКЦ у Філадельфії, Константином Богачевським 1 серпня 1956 р., і модерний храм збудований у 1976 році.

## Початкові роки
Парафія св. Йосифа була канонічно встановлена покійним Митрополитом УГКЦ у Філадельфії, Константином Богачевським 1-го серпня 1956 р.
Привілей зорганізувати цю нову парафію припав 29-літному о. Йосифові Шарому. 12 серпня 1956 р. отець відправив першу св. Літургію у приміщенні римо-католицької церкви св. Венедикта. На другий вечір відбулися перші організаційні сходини нових парафіян в оселі Василя Здебляка за присутності панства Мариноф, Савків, Кузьми, та родини Івана і Володимира Ґавалюх. На Богуслуження наступної неділі парафіянами стали понад 60 родин, які в той день віддали парафію під покров св. Йосифа, — опікуна родини. Та вирішили святкувати за Григоріанським календарем.
У третю неділю, 26 серпня 1956 р., парафія виросла так скоро, що вирішили відправити св. Літургію у приміщенні школи св. Патрика, де парафіяльне життя провадилось до 1958 року.
Наприкінці 1957 р. були придбані чотири ділянки землі для побудови нової церкви. Територія понад 80 акрів між роздоріжжями Кемберленд і Фостер, та Іст-Рівер Роуд і Арґайл. Один акр зразу присвячено церкві. На іншій території планувалася розбудова українського селища. Пан Іван Подний мав важке завдання з координації дій навколо земельної власності парафії.
13 квітня 1958 відбулось посвячення землі і розпочалось будівництво нового приміщення церкви з центром релігійно-громадського життя.
Будова тривала кілька місяців і 2 листопада 1958 р. парафіяни перший раз молилися у свої церкві. У 1959 р. улаштували святилище у візантійсько-християнських традиціях. Парафіяни власноруч запроектували і спорудили іконостас, який зберігся й дотепер і знаходиться в каплиці св. Параскевії. Остання літургія в «старій церкві» була відправлена через 19 років 20 березня 1977 р.

## Новий храм

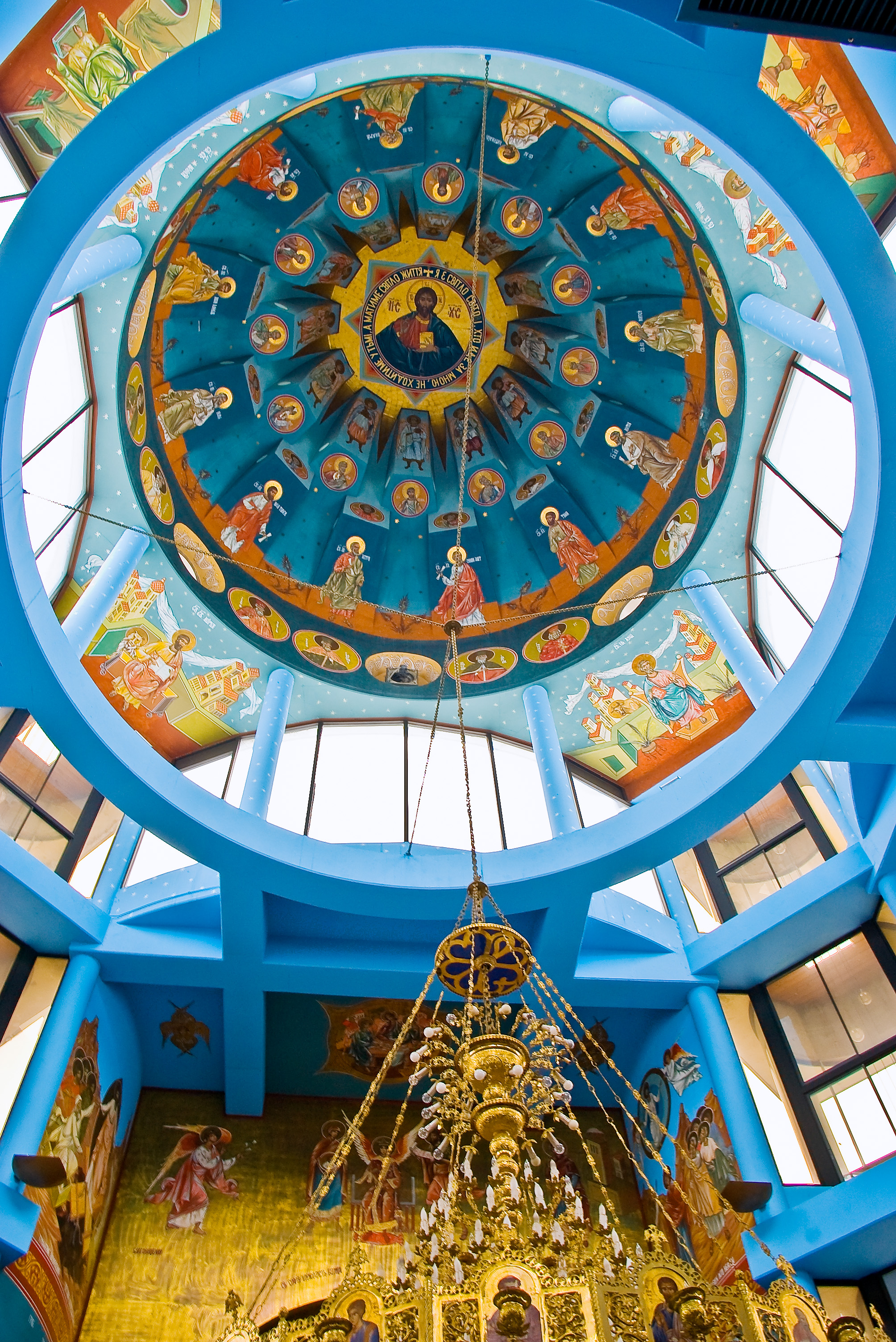
Головна баня модерного храму св. Йосифа Обручника

Кількість вірних парафіян зростала, і невдовзі прийнято рішення побудувати нову велику церкву. Конструкція нової церкви офіційно розпочалась 1 жовтня 1975 року. Серед 32 архітекторів обрано проєкт Зенона Мазуркевича. У квітні 1974 проєкт апробовано Владикою Ґабро і підтримано парафіянами. Церква посідає 8 місце у світі серед релігійних будов з незвичною архітектурою. 6 квітня 1975 року єпископ Ґабро посвятив місце для будівництва. Через рік Патріарх Йосиф Сліпий відвідав парафію і освятив фундамент церкви.
26 грудня 1976 року Владика Ярослав Ґабро посвятив два наріжні камені нової церкви. Між двома гранітними блоками вмуровано важливі документи пов'язані з будовою церкви і пам'ятки. Серед них шматок вугілля з Донбасу і камінь із Дніпра, які привезені з України.
Перша служба Божа в новій церкві відправлялася 1 листопада 1976 року, за беатифікацію Митрополита Андрея Шептицького.
Зміна та розвиток відбувалися в житті парафії Св. Йосифа в другій половині золотих років. У 1983 році о. Андрій Чировський замінив люстру у формі криштального хреста на більш традиційне панікадило у візантійському стилі. Також розпочався важливий і довгий процес розмальовування інтер'єру церкви іконами. Через непередбачувані обставини цей процес не був завершений. У 1984 році, завдяки щедрій пожертві д-ра та пані Подлуських, було встановлено іконостас. У 1988 році під керівництвом тогочасного пароха о. Біла Білинського, з нагоди 1000-ліття Християнства в Україні, було збудовано новий будинок священників на захід від грота. А будівлю старої церкви було переобладнано на офіс, шкільні класи, а також на розширений офіс відділення Кредитної спілки «Самопоміч». Щорічний парафіяльний карнавал та щотижнева гра Бінго продовжували процвітати. У 1989 році о. Том Глинн доєднався до парафії як сотрудник і помічник пароха.

## Нове покоління
До літа 1995 року вібувалися зміни: o. Біл залишив посаду пароха у Св. Йосифа і на його місце прийшов о. Павло Гайда, який приїхав зі своєю дружиною та двома дітьми. У наступні роки було розмальовано бетонні стіни всередині церкви, а також відновлено золоте покриття бань. Також відновлено молодіжний парафіяльний гурток і створено велику групу вівтарних служителів. У парафії почали відправляти призабуті, проте традиційні служби, такі як Літургія передосвячених дарів, вечірні, акафіст і чин похорону. У 2006 році парафія Св. Йосифа приймала З'їзд східних католицьких церков, на який прибув Блаженнійший Патріарх Любомир Гузар. Щоб задовольнити духовні потреби нової хвилі українських іммігрантів, які переїжджали до північно-західних передмість Чикаго, о. Павло почав додатково проводити служби Божі за Юліанським календарем. Парафія стала відомою як «Привітна парафія».
У січні 2008 р. після відходу у вічність о. Павла, парафія вітала нового та теперішнього пароха о. Миколу Бурядника з його сином та дружиною. У 2009 році священничі кадри парафії Св. Йосипа поповнив о. Володимир Кушнір із дружиною та донькою. Як помічник пароха він разом з о. Томом, який, вийшовши на пенсію, бере участь у житті церкви, робить свій внесок у розбудову парафії.
Під керівництвом о. Миколи парафія продовжувала рости, майже удвічі збільшивши свій список весіль та хрещень. Парафіяльний пікнік було замінено щорічним дводенним Юктоберфестом. Продовжувалося відновлення будівлі церкви. Завершується іконографічний розпис, розпочатий більш, ніж 25 років тому, а також відновлено грот із зображенням Гошівської Божої Матері, який під час свого візиту в Чикаго освятив Блаженніший патріарх Святослав Шевчук. Під крилом парафії зростають і розвиваються «Рідна Школа», український драматичний театр «Гомін», школа бойового Гопака, школа танцю «Вишиванка», які, також сприяють вихованню нового покоління українців і не дають забути українського минулого.